# Скајоши (Валча)
Скајоши (рум. Scaioși) насеље је у Румунији у округу Валча у општини Орлешти. Oпштина се налази на надморској висини од 172 m.

## Становништво
Према подацима из 2002. године у насељу је живело 302 становника, од којих су сви румунске националности.